# Bill Aitken
Bill Aitken (Glasgow, 15 aprile 1947) è un politico scozzese, membro dei Conservatori Scozzesi.

## Biografia
Aitken ha frequentato la Allan Glen’s School a Glasgow e ha poi lavorato nel settore assicurativo. Tra il 1976 e il 1996 è stato consigliere conservatore di Glasgow, dal 1980 al 1984 e dal 1992 al 1996 leader dell'opposizione. Nel 1993 è stato nominato Lord luogotenente di Glasgow.
Alle elezioni parlamentari scozzesi del 1999 Aitken si candidò per il collegio elettorale di Glasgow Anniesland, ma non riuscì a prevalere contro il successivo primo ministro Donald Dewar del Partito Laburista e candidato del SNP. A causa del risultato elettorale, Aitken ha ricevuto l'unico mandato nella lista elettorale regionale per il Partito Conservatore nella regione elettorale di Glasgow e entrato a far parte del Parlamento scozzese di recente creazione. Alle elezioni parlamentari del 2003 e del 2007 si candidò per Glasgow Anniesland, ma in entrambi i casi riuscì a ottenere solo il terzo maggior numero di voti. Ma è tornato in parlamento come candidato alla lista per la regione elettorale. Nel 2010 Aitken ha annunciato che non si sarebbe candidato alle successive elezioni parlamentari. Il successore di Aitken al primo posto nella lista elettorale regionale di Glasgow era Ruth Davidson.